# Сидячечеревні
Сидячечеревні (Symphyta) — підряд комах з ряду перетинчастокрилі, що включає групу родин пильщиків і рогохвостів.

## Опис
Крила з повним жилкуванням (у передньому крилі зазвичай не менше 9-11 осередків і 2 анальних жилки). Основними відмінностями групи від інших перетинчастокрилих є наявність широкої перемички між грудьми і черевцем комахи, а також форма личинок, схожих на гусінь. латинська назва групи пов'язана з формою яйцекладу комахи, що нагадує полотно пили. Деякі види мають довгий тонкий яйцеклад, використовуваний для проникнення глибоко в деревину.

## Значення
Травоїдні, багато видів є шкідниками сільськогосподарських і лісових культур. Наприклад, ріпаковий пильщик (Athalia rosae L. =A. colibri Christ), хлібні пильщики (Cephus pygmaeus L. і Trachelus tabidus F.), соснові і інші.

## Поширення

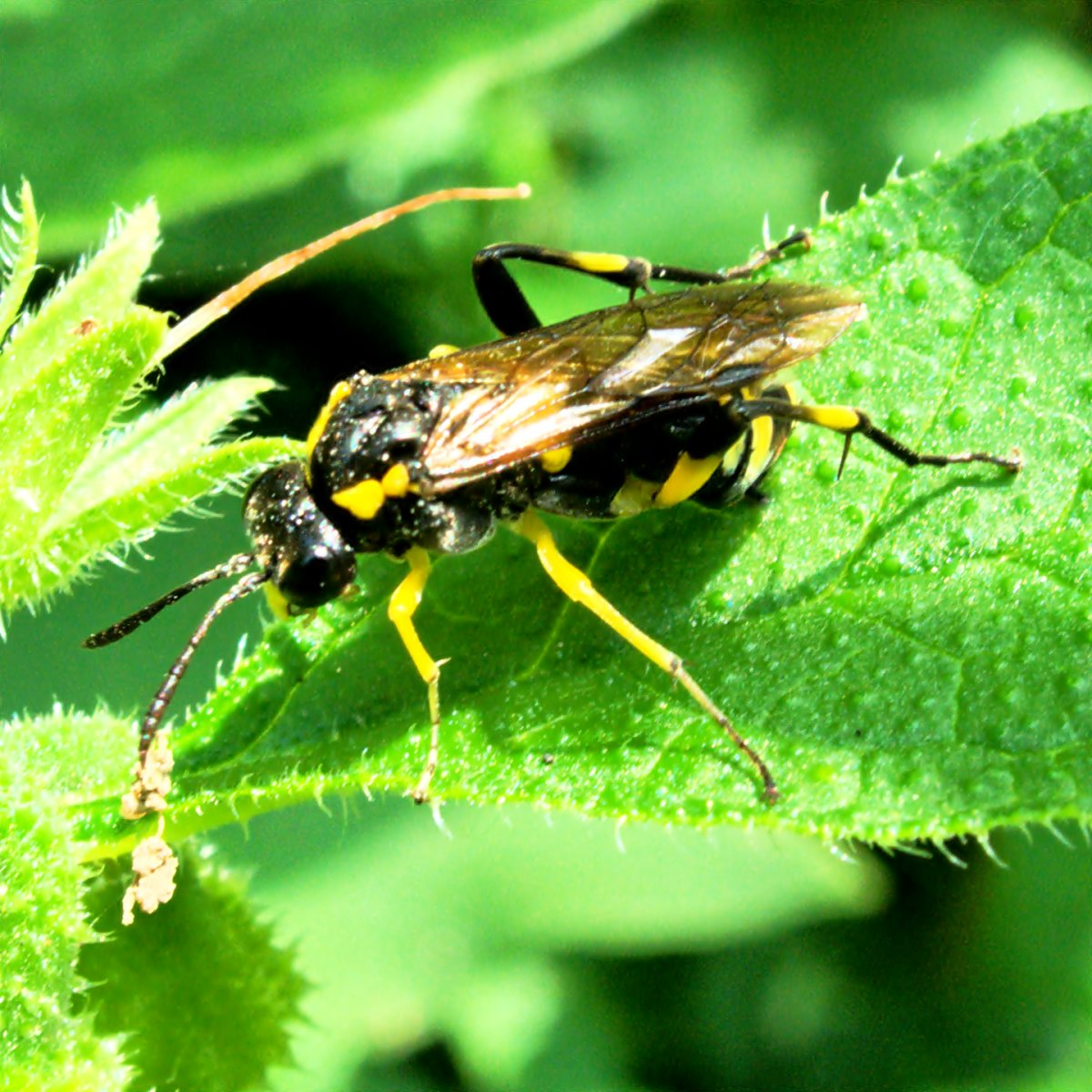
Пилильщик Macrophya montana

Поширені всюди. Найбагатше представлені пильщики в помірних і північних широтах Голарктики, де по біомасі вони порівнянні, а на півночі значно перевершують Lepidoptera. Наприклад, у фауні Фінляндії, налічується понад 700 видів (Viitasaari, Vikberg, 1985).

## Класифікація
Близько 800 родів і більше 8300 видів в 14 сучасних і декількох викопних родинах. Вимерлі родини †Sinoryssidae (1 вид) і †Xyelydidae, Rasnitsyn, 1968 мають незрозуміле систематичне положення. Іноді Xyelidae включають в надродину Pamphilioidea, а до надродини Siricoidea відносять Orussidae..
Філогенетичний аналіз морфологічних і молекулярних ознак надродин перетинчастокрилих показав (Sharkey et al., 2012), що Xyeloidea монофілетичні, Cephoidea сестринська група по кладі Siricoidea +[Xiphydrioidea + (Orussoidea + Apocrita)]; Anaxyelidae відносяться до Siricoidea, і разом вони сестринська група по кладі Xiphydrioidea + (Orussoidea + Apocrita); Orussoidea сестринська група до Apocrita

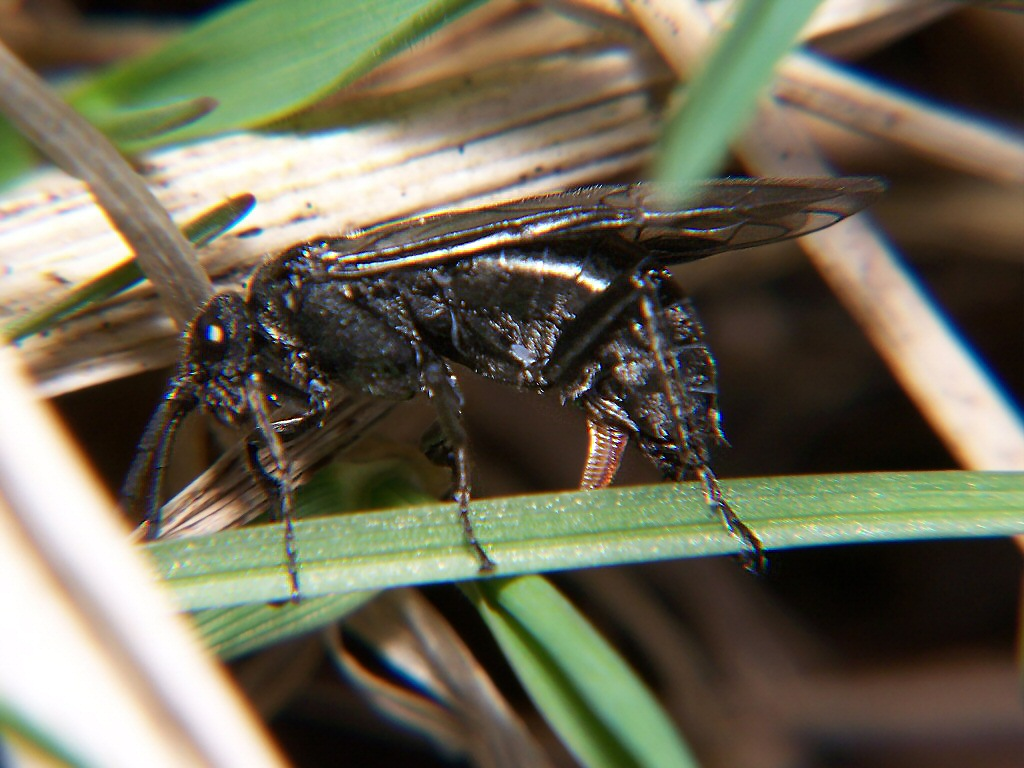
Dolerus nitens

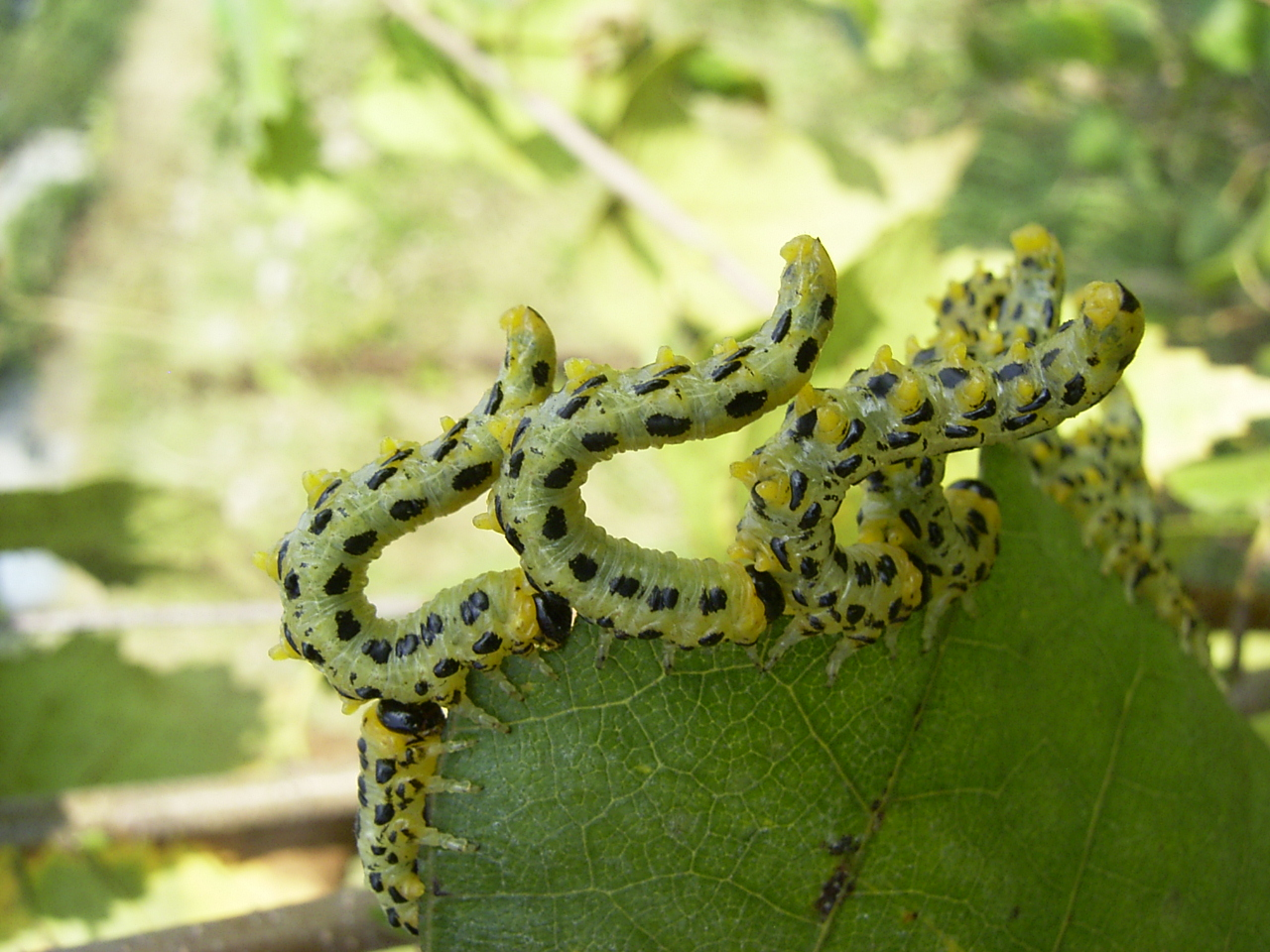
Гусениці Craesus septentrionalis

.
- Cephoidea
  - Cephidae — 26 родів і більше 160 видів
  - †Sepulcidae
- Pamphilioidea, Konow, 1897 Megalodontoidea
  - Megalodontesidae, Konow, 1897 — 1 рід і близько 40 видів
  - Pamphiliidae, Cameron, 1890}} — 13 родів і більше 300 видів
  - †Xyelydidae, Rasnitsyn, 1968}} — (20 видів і 8 родів)
- Orussoidea
  - Orussidae — 20 родів і більше 85 видів
  - †Burmorussidae Zhang et al., 2020
  - †Sinoryssidae — Sinoryssus Hong, 1984
  - †Paroryssidae, Martynov, 1925
  - Anaxyelidae, Martynov, 1925
    - †Anaxyelinae
    - †Dolichostigmatinae, Rasnitsyn, 1968
    - †Kempendajinae, Rasnitsyn, 1980
    - Syntexinae, Benson, 1935

  - †Beipiaosiricidae
  - †Daohugoidae, Rasnitsyn, Zhang, 2004
  - †Gigasiricidae, Rasnitsyn, 1968
  - Praesiricidae, Rasnitsyn, 1968
  - †Protosiricidae — 1 вид
  - †Pseudosiricidae, Handlirsch, 1906
  - †Sinosiricidae
  - Рогохвости (Siricidae, Billberg, 1820) — 20 родів і близько 120 видів
- Tenthredinoidea — більше 7000 видів
  - Argidae
  - Blasticotomidae
  - Cimbicidae
  - Diprionidae
  - †Electrotomidae|Rasnitsyn, 1977 — 1 вид (Electrotoma)
  - Pergidae
  - Tenthredinidae — 414 роди і більше 5500 видів
  - †Xyelotomidae, Rasnitsyn, 1968
- Xyeloidea
  - Xyelidae, Newman, 1835 — 54 роди і більше 150 видів
  - Xiphydriidae — 29 родів і більше 140 видів
- incertae sedis
  - Cratoenigma articulata